# Приманка (фильм, 1995)
«Приманка» (фр. L'Appât) — фильм 1995 года, снятый французским режиссёром Бертраном Тавернье. В картине рассказывается история молодых людей, которые решили совершить ограбление.
Фильм основан на одноимённом произведении Моргана Спортеза 1990 года. Книга, в свою очередь, основана на «деле наживки» (Дело Хаттаба-Сарро-Субры), которое произошло в 1984 году.

## Сюжет
Двое молодых французов Эрик и Брюно ищут способ быстро достать много денег для отъезда из их захудалой родины в США и открытия там бизнеса. И находят: они будут грабить богачей, а чтобы попасть в их квартиры, использовать красивую и раскованную девушку Эрика Натали в качестве приманки и живой отмычки. Парни считают, что у каждого буржуя в доме есть большой сейф с наличными.
Но на деле их состоятельные клиенты оказываются либо безденежными хвастунами и «дутыми пупсами», купившими всё в кредит, либо умеющими считать деньги экономами, держащими средства в банках. В попытках выбить из «богачей» деньги неумные грабители превращаются в кровавых убийц. Но гарсоны не унывают: им понравился сам процесс. Если к первому ловеласу они пришли в масках, то ко второму уже без средств анонимности.
На полпути к успеху их останавливает полиция. Первой арестуют Натали: её видели с будущими жертвами многие свидетели. Девушка недолго отпирается, сознаётся и сдаёт переставших ей нравиться друзей-маньяков. В конце допроса она спрашивает: скоро ли её отпустят домой, ей хочется справить Рождество с родителями.
Реальный прототип Натали восемнадцатилетняя девушка-приманка Валери Субра действительно задала этот вопрос следователям. Она и её сообщники были приговорены к пожизненному заключению. Она вышла на свободу условно-досрочно только через 16 лет.

## В ролях
| Актёр         | Роль   |
| ------------- | ------ |
| Мари Жиллен   | Натали |
| Оливье Ситрюк | Эрик   |
| Брюно Пюцюлю  | Брюно  |
| Ришар Берри   | Ален   |

## Награды
Получил главную награду 45-го Берлинале — «Золотого медведя».
Мари Жиллен была номинирована на премию «Сезар» как самая многообещающая актриса.